# Giuseppe Biancheri (1815-1878)
Giuseppe Biancheri (Ventimiglia, 23 luglio 1815 – Ventimiglia, dicembre 1878) è stato un politico italiano.

## Biografia
Ingegnere del Genio marittimo, fu Deputato nella X legislatura del Regno d'Italia, eletto nel collegio di Oneglia. Era stato eletto anche nella IX legislatura, ma la sua elezione venne annullata.
Fu autore del libro Studi sulla costruzione del prolungamento del molo occidentale del porto di Genova.